# Marie Mlynářová
Marie Mlynářová (25. července 1943, Jaroměř – 11. ledna 1985, Praha) byla akademická sochařka a šperkařka.

## Život
Marie Mlynářová se narodila 25. července v Jaroměři. V letech 1958-1962 absolvovala Střední uměleckoprůmyslovou školu v Železném Brodě pod vedením profesorů S. Libenského a Syrovátky. V letech 1962-1968 studovala na Vysoké škole uměleckoprůmyslové v Praze v ateliéru kov a šperk u profesora Jana Nušla.
Upozornila na sebe již během studia na VŠUP, když získala na Mezinárodní výstavě bižuterie Jablonec ´65 zlatou medaili. Roku 1967 byla účastnicí výstavy k mezinárodnímu kongresu AICA v Obecním domě v Praze. Samostatně vystavovala od roku 1969 v Karlových Varech a roku 1970 v Praze. Roku 1971 se zúčastnila sympozia Stříbrný šperk v Jablonci nad Nisou a za vystavený šperk získala zlatou medaili.
Marie Mlynářová byla provdána za sochaře a šperkaře Miroslava Mlynáře. Zemřela předčasně 11. ledna 1985, ve věku 41 let.

#### Ocenění
- 1965 Zlatá medaile na mezinárodní výstavě bižuterie, Jablonec nad Nisou
- 1971 Zlatá medaile na výstavě bižuterie Jablonec ´71

## Dílo
Na počátku své tvorby vycházela Marie Mlynářová ze strukturalismu. Montované nebo odlévané stříbrné šperky jsou často jemně akcentovány polodrahokamy nebo korály. Koncem druhého tvůrčího desetiletí se v jejích dílech projevila vědomá či bezděčná inspirace šperky Hermana Jüngera nebo byla vyústěním vnitřních dramat. Kolekce náhrdelníků a broží s vegetabilními motivy a lité prsteny s květy a pestíky ztratila předchozí velkorysost a monumentalitu a stala se více minuciózní.
Abstraktní tvary šperků Marie Mlynářové, inspirované soudobou technikou, detaily kosmických lodí a lunárních modulů, někdy s kinetickými prvky, patří v její tvorbě k nejlepším a nejosobitějším. Své brože a náhrdelníky sestavovala z jednotlivých geometrických elementů do rámu ze stříbra a využívala kontrastu lesklého kovu a matného povrchu rozrušeného oxidací nebo zvrásněním. V 70. letech začala využívat plošné brusy drahých kamenů, zejména ametystů, achátů a jaspisů zasazené ve stříbrné montáži.

### Zastoupení ve sbírkách
- Uměleckoprůmyslové museum v Praze
- Moravská galerie v Brně
- Muzeum skla a bižuterie v Jablonci nad Nisou

### Výstavy

#### Autorské
- 1969 – M klub, Karlovy Vary (s Miroslavem Mlynářem)
- 1970 – Galerie Karolina, Praha
- 1977 – Středočeské muzeum, Roztoky u Prahy
- 1979, 1981, 1983 – Galerie Karolina, Praha
- 1986 – Galerie u Řečických (souhrnná posmrtná výstava spolu s M. Mlynářem)
- 1992 – České kulturní středisko, Bratislava (Slovensko, spolu s M. Mlynářem)

#### Kolektivní (výběr)
- 1965 Mezinárodní výstava bižuterie, Jablonec nad Nisou
- 1967 výstava k Mezinárodnímu kongresu AICA, Obecní dům, Praha
- 1968 Mezinárodní výstava bižuterie, Jablonec nad Nisou
- 1968/1969 Soudobý československý šperk, Vídeň, Salcburk
- 1970 Internationale Sonderschmuckschau, Mnichov
- 1971 Stříbrný šperk 1971, výstava vysledků symposia Jablonec nad Nisou
- 1972 Tendenzen, Schmuckmuseum Pforsheim, Německo
- 1972 Moderní československý šperk, Moskva, Riga, Talin
- 1972 Proemium, Český Krumlov
- 1972 Mladí výtvarníci – fotografie, grafika, keramika, sklo, šperk, textil, vnitřní zařízení. Výsledky stipendijní akce 1971-1972, Galerie na Betlémském náměstí, Praha
- 1972 výstava výsledků 2. symposia Stříbrný šperk, Galerie Václava Špály, Praha
- 1973 Bijuterii moderne din R.S. Cehoslovacă, Sala Ateneului Român (Ateneul Român), Bukurešť
- 1977 Arte Checoslovaco - Vidrio, cerámica, joyas y tapices, Sala Cairasco, Las Palmas, Canary Island
- 1978 Soudobý československý šperk, Muzeum skla a bižuterie v Jablonci nad Nisou
- 1979 Současné užité umění, Severočeská galerie výtvarného umění v Litoměřicích
- 1980 Užité umění 70/80. Sklo, kov, textil, nábytek, keramika., Moravská galerie v Brně
- 1983 Súčasný československý umelecký šperk, Galéria Miloša Alexandra Bazovského v Trenčíne
- 1983 Český šperk 1963-1983, Středočeské muzeum, Roztoky
- 1985 Současný československý email, Atrium na Žižkově - koncertní a výstavní síň, Praha

### Články
- Věra Vokáčová, Šperky Marie Mlynářové, umění a řemesla 1, 1978, s. 3-4
- Olga Myslivečková, Pootevřená šperkovnice Marie Mlynářové, Bydlení 1980, s. 71-72
- Jana Moravcová, Drahé kameny ČSSR a naše šperkařská tvorba, Umění a řemesla 1, 1981, s. 6-7
- Eliška Schránilová, Umělecký šperk v galeriích Díla/ČFVU, Panorama 1, 1983, s. 10-12
- Eliška Schránilová, Dvě podzimní výstavy šperků v Karolině, Umění a řemesla 2, 1984, s. 67-68
- Eva Stará, Za Marií Mlynářovou, Umění a řemesla 2, 1985, s. 6
- Věra Vokáčová, Posmrtná výstava Marie Mlynářové, Zpravodaj Šperkařství 4, 1986, s. 62-63

### Katalogy

#### Autorské
- Marie Mlynářová: Šperky, Galerie Karolina, Dílo, Praha 1983

#### Kolektivní
- Věra Vokáčová: Stříbrný šperk (katalog II. sympozia), Jablonec nad Nisou, 1971
- Zdeněk Kostka, Mladí výtvarníci – fotografie, grafika, keramika, sklo, šperk, textil, vnitřní zařízení (Výsledky stipendijní akce r. 1971/72), Praha 1972
- Věra Vokáčová, Dagmar Hejdová, Bijuterii moderne din R.S. Cehoslovacă, 1973
- Arte Checoslovaco (Vidrio, cerámica, joyas y tapices), Las Palmas 1977
- Věra Vokáčová, Věra Maternová, Soudobý československý šperk, Muzeum skla a bižuterie v Jablonci nad Nisou 1978
- Alena Adlerová, Současné užité umění (Sklo, keramika, tapiserie, šperk (autorská individuální tvorba), Severočeská galerie výtvarného umění v Litoměřicích 1979
- Karel Holešovský, Užité umění 70/80 (Výstava přírůstků Uměleckoprůmyslového odboru Moravské galerie v Brně), Moravská galerie v Brně 1980
- 1983 Súčasný československý umelecký šperk, Galéria Miloša Alexandra Bazovského v Trenčíne
- Věra Vokáčová, Český šperk 1963-1983, Středočeské muzeum, Roztoky 1983
- Věra Vokáčová, Současný československý email, Atrium na Žižkově 1985

### Souborné publikace
- Dagmar Hejdová, Sovremennoje češskoje juvelimoje iskusstvo, Moskva 1972
- Dagmar Hejdová, Věra Vokáčová, Modern Czech Ékszer, Budapest 1974
- Věra Vokáčová, Současný šperk, Odeon, Praha 1979
- Alena Křížová, Proměny českého šperku na konci 20. století, Academia, Praha 2002, ISBN 80-200-0920-5